# بروك غودريش
بروك غودريش (بالإنجليزية: Brooke Goodrich)‏ هي لاعبة كرة قدم أسترالية، ولدت في 7 يونيو 1997 في أستراليا. لعبت مع Brisbane Roar FC (women) ‏.

## وصلات خارجية
- بروك غودريش على موقع قاعدة بيانات كرة القدم.إي يو (الإنجليزية)
- بروك غودريش على موقع Soccerway.com (الإنجليزية)